# 亨德里克·馬騰松·索爾格
亨德里克·馬騰松·索爾格（Hendrik Martenszoon Sorgh）是一位荷蘭黃金時代的畫家。

## 生平
亨德里克·馬騰松·索爾格出生於鹿特丹，成為大衛·特尼爾茲的學生。
亨德里克·馬騰松·索爾格於1633年2月20日與Adriaantje Hollaer結婚，她於1947年因為倫勃朗婚姻肖像而成名，並出現在1947-1950年印刷的荷蘭盾鈔票上。亨德里克·馬騰松·索爾格也是Crijn Hendricksz Volmarijn的妹夫。